# Parellisina tenuissima
Parellisina tenuissima är en mossdjursart som först beskrevs av Canu och Bassler 1928.  Parellisina tenuissima ingår i släktet Parellisina och familjen Calloporidae.
Artens utbredningsområde är Mexikanska golfen. Inga underarter finns listade i Catalogue of Life.